# Ellen Umlauf
Ellen Umlauf (Vienne, 17 août 1925 - Rotorua, 19 février 2000) est une actrice, danseuse, autrice, réalisatrice, et productrice autrichienne. 

## Filmographie

### Cinéma
- 1961 : Le Miracle du père Malachias (Das Wunder des Malachias) de Bernhard Wicki
- 1962 : La Chauve-Souris
- 1966 : La Fontaine aux mille plaisirs
- 1971 : Rapport sur la vie sexuelle de la ménagère (Hausfrauen-Report) d'Eberhard Schröder
- 1973 : Crazy – total verrückt
- 1975 : L'Ange noir
- 1977 : L'Œuf du serpent
- 1977 : Das chinesische Wunder
- 1980 : Flocons d'or
- 1990 : Les Ailes de la renommée

### Télévision
- 1971 : Salome